# Nothotelus usitatus
Nothotelus usitatus es una especie de coleóptero de la familia Scraptiidae.

## Distribución geográfica
Habita en la Isla Norte y la Isla Sur en Nueva Zelanda.